# Giuseppe Nuvolari

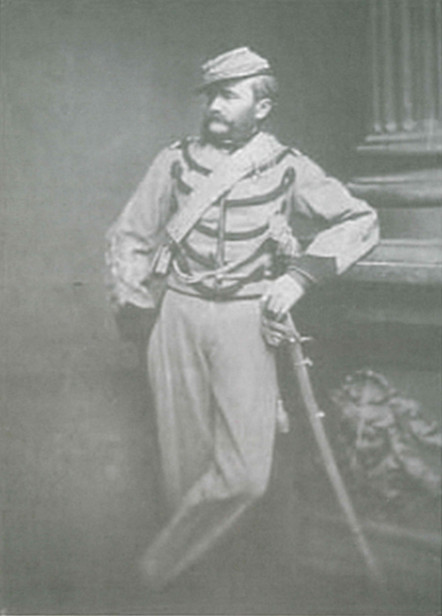
Giuseppe Nuvolari, 1880 circa

Giuseppe Nuvolari (Roncoferraro, 26 febbraio 1820 – Roncoferraro, 17 luglio 1897) è stato un imprenditore e patriota italiano.

## Biografia
Originario di Carzedole, seguì le orme familiari dedicandosi alla gestione in affitto di grandi imprese agricole nella sinistra Mincio in provincia di Mantova, specializzate nella coltivazione del riso. Fu coinvolto con il cugino Giovanni Nuvolari nella congiura di Belfiore del 1850. Sfuggì alla cattura e processato fu condannato a morte in contumacia, andò in esilio a Genova dove partecipò anche finanziariamente all'attività propagandistica e insurrezionale mazziniana. Fu garibaldino per la prima volta nel 1859 nei Cacciatori delle Alpi e nel 1860 fu uno dei Mille.
Nel 1862 partecipò alla spedizione conclusasi in Aspromonte. È importante ricordare che in quest'occasione Nuvolari, il 3 luglio 1862 a Palermo, fu affiliato alla massoneria di rito scozzese (nella Loggia "I Rigeneratori del 12 gennaro 1848 al 1860 Garibaldini", della quale era Maestro Venerabile Emanuele Sartorio) insieme agli altri componenti dello Stato Maggiore garibaldino (Giacinto Bruzzesi, Francesco Nullo, Enrico Guastalla, Giuseppe Guerzoni, Giovanni Chiassi, Giovanni Basso, Pietro Ripari e altri ufficiali): fu lo stesso Garibaldi, nella veste di Gran Maestro, a firmare la proposta di ammissione regolare «ai misteri dell'Ord:. M:. in alcune delle RR:. LL:. poste sotto l'O:. di Palermo». «A tal fine e con gli alti poteri a me conferiti – aggiungeva – gli dispenso dalle solite formalità».
Visse a lungo a Caprera accanto a Giuseppe Garibaldi. Fu di nuovo con i gradi di capitano nel 1866 tra i volontari di Garibaldi nell'Invasione del Trentino meritandosi la medaglia d’argento per le battaglie di Monte Suello e di Bezzecca.
Finalmente poté tornare nel paese natale nel 1866, quando Mantova e la sinistra Mincio furono annesse al Regno d'Italia.
Ultima partecipazione ad operazioni militari di Nuvolari fu nella sfortunata spedizione conclusasi con la sconfitta delle truppe garibaldine nella battaglia di Mentana.
Ristabilita la residenza a Roncoferraro, Nuvolari continuò comunque a soggiornare per lunghi periodi in Sardegna acquisendo una notevole conoscenza dell'isola e dei suoi abitanti. che riversò nel libro Come la penso che pubblicò nel 1879.

## Villa Garibaldi
Giuseppe Nuvolari ospitò presso la villa di famiglia Giuseppe Garibaldi. L'evento fu celebrato con il cambio del nome dell'abitato di Carzedole in Villa Garibaldi.